# Нейтроний
Нейтро́ний, также Нейтрониум (англ. Neutronium) — термин для обозначения особого вещества, состоящего преимущественно или полностью из нейтронов. Термин часто встречается в научной фантастике, в научной литературе не употребляется с 1945 года.

## Примечание о переводе
Хотя в кругах любителей фантастики фигурирует транслитерированный вариант термина — «нейтрониум», традиционно названия химических элементов, по-английски и по латыни оканчивающихся на «-ium» — например, «tritium» или «deuterium» переводятся на русский язык с окончанием «ий» — дейтерий, тритий. Потому более правилен вариант перевода «нейтроний».

## Нейтроний и нейтронные звёзды
В научной литературе вместо термина «нейтроний» используется термин «нейтронно-вырожденное вещество», поскольку, во-первых, не существует общепринятого и строгого с научной точки зрения определения термина «нейтроний», во-вторых, нет уверенности в вопросе — что именно представляет собой вещество во внешней оболочке ядра нейтронных звёзд (это может быть нейтронный вырожденный газ, странное вещество, кварковое вещество или их смесь). С другой стороны, неоспорим тот факт, что ядро нейтронных звёзд состоит из сжатых нейтронов, проблема заключается в том, что из-за плотности нейтронного вещества его невозможно добыть никаким механическим воздействием — любой человеческий инструмент для нейтронного вещества абсолютно бесполезен и попытка срезать, оторвать кусок нейтронного вещества сродни попыткам отпилить кусок металла воздухом при нормальных условиях.

## Нейтроний и периодическая таблица
| 0                         | Нейтроний |
| n1,008966491595 ± 4,9E−10 |           |
| -                         |           |

Термин был введён русским и немецким химиком Андреем Антроповым в 1926 году (до открытия самого нейтрона) как обозначение для гипотетического элемента с атомным номером нуль, который он поместил в начало своей периодической таблицы.
В ряде представлений периодической таблицы нейтроний относится к благородным газам. На сегодня известен только один «изотоп» нейтрония — свободный нейтрон с периодом полураспада 614 секунд.

### Изотопы нейтрония
Ядерной физикой рассматривается возможность существования изотопов нейтрония, состоящих из нескольких нейтронов, таких как динейтрон и тетранейтрон, хотя вероятность существования этих частиц ничтожна. Однако существуют экспериментальные данные (хотя и не вполне подтверждённые), которые могут служить указанием на существование тетранейтрона.

## В массовой культуре
Нейтроний, наряду со многими вымышленными веществами, часто упоминается в научной фантастике в качестве материала для сверхпрочной и сверхплотной брони.
Материал с таким названием существует в вымышленных вселенных:
- Звёздный путь
- Warhammer 40,000
- Звёздные врата
- Вселенная компьютерной игры Master of Orion
- В фантастическом романе Владимира Савченко «Чёрные звёзды» используются названия «нейтрид» (в СССР) и «нейтриум» (в США).
- В советском фантастическом романе 1960 года Александра Колпакова «Гриада» используется термин «нейтронит» для вещества, применяемого в качестве материала защитной обшивки для гравитонного космического корабля «Урания».
- В серии фантастических произведений советского писателя Юрия Тупицына («На восходе солнца», «В дебрях Даль-Гея», «Эффект сёрфинга», «Дальняя дорога»). В рассказе «Шутники» приведены детали структуры и способа производства нейтрида: вещество представляет собой совокупность нейтридных нитей, переплетённых специальным образом, оно готовится во взвешенном состоянии, в магнитном поле.
- Нейтроний присутствует в модификациях GregTech и Avaritia для игры Minecraft, где играет роль материала для сверхпроводящих корпусов, инструментов, оружия и брони.[4]
- В фильме «Черепашки-ниндзя 2» следы нейтрония обнаружены Донателло в музее, откуда был украден инопланетный артефакт, из чего героем был сделан вывод, что похищенный предмет может быть использован для создания черных дыр.
- В игре-симуляторе Oxygen Not Included используется как неразрушимые рамки мира, а также как основания для гейзеров.
- В рассказе Артура Порджеса «Саймон Флэгг и дьявол», а также в его экранизации «Математик и чёрт» нейтроний упоминается как вещество, за которым дьяволу пришлось лететь на отдалённую звезду, чтобы удовлетворить желание заключившего с ним договор учёного («…Мне случалось делать и более трудные вещи, дорогой мистер Саймон. Однажды я слетал на отдаленную звезду и принес оттуда литр нейтрония ровно за шестнадцать… — Знаю, — перебил его Саймон. — Вы мастер на подобные фокусы. — Какие там фокусы! — сердито пробурчал дьявол. — Были гигантские технические трудности…»)
- Star Control II Один из экзотических материалов.